# Эдвард Элрик
Эдвард Элрик (яп. エドワード・エルリック  Эдова:до Эрурикку) — главный герой манги и аниме Fullmetal Alchemist, государственный алхимик, майор армии Аместриса. Персонаж создан мангакой Хирому Аракавой, озвучен сэйю Роми Паку. Персонаж занимает 3 строчку в списке 25 лучших персонажей аниме по версии IGN.

## Внешность
Невысокий атлетически сложенный мальчик с золотистыми волосами и глазами. Обычно носит белые перчатки, чёрные куртку и штаны, поверх надевает красный плащ со знаком Фламеля на спине, волосы заплетает в косичку. Из-за малого роста Эдварда часто принимают за младшего из братьев. Он старается казаться выше, нося ботинки на толстой подошве и оставляя торчать на голове одну прядь волос - ахогэ. Ближе к концу сериала, по словам Уинри, Эдвард заметно вырос, став на десять сантиметров выше неё. Несмотря на звание майора армии Аместриса, ни разу не появляется в военной форме.
В ходе неудачного человеческого преобразования потерял правую руку и левую ногу, которые были заменены протезами — автобронёй. Это стало причиной получения прозвища Стальной Алхимик. Эдвард старается не афишировать своё увечье, поэтому носит перчатки и длинную одежду, скрывающую протезы.

## Характер

### В анимеFullmetal Alchemist (2003)иFullmetal Alchemist: Conqueror of Shamballa
Импульсивный, вспыльчивый, слегка эгоистичный мальчишка с замашками саркастического циника, при этом идеалист и временами весьма наивен. Обладает несгибаемой волей, готов идти к цели, невзирая на препятствия. Живёт ради мечты вернуть брату настоящее тело и тем самым загладить вину, ради Ала готов на все. Недолюбливает Мустанга, считая, что тот замедляет поиски философского камня. Комплексует по поводу своего роста, поэтому не терпит никаких упоминаний о нём. Сильно расстраивается, когда его путают с высоким братом Альфонсом, хотя иногда это помогает избежать внезапного нападения. К середине сериала привыкает к тому, что его принимают за младшего брата. 
В Fullmetal Alchemist: Conqueror of Shamballa характер Эда сильно изменился. Годы, проведённые в разрушенной войной Европе, закалили и ожесточили его: он стал спокойней, расчётливей, знает, какую цену придётся заплатить за победу, и готов её платить.

### В манге и анимеFullmetal Alchemist (2009)
Поначалу характер Эда не сильно отличается от его характера в аниме 2003 года — такой же импульсивный сумасброд, так же готов ради Ала на все, бесится из-за своего роста, ненавидит молоко и Роя Мустанга. Как и в аниме, может переступить закон. После встречи с Отцом осознаёт истинный замысел гомункулов, и его мечта вернуть тела себе и брату отходит на второй план, уступая место желанию помешать Отцу осуществить свой план.
Как в манге, так и в аниме 2003 года Эд не готов стать «живым оружием»: ему нужно переступить через себя, чтобы убить человека или даже гомункула, хотя это не мешает ему забить до смерти того, кто имел неосторожность назвать его «малявкой».

## Биография
Родился в 1899 году в Ризенбурге, в семье алхимика Вана Хоэнхайма и Триши Элрик. Его алхимический талант проявился достаточно рано. Отец ушёл из семьи, когда Эду ещё не было пяти лет, за что он возненавидел отца. Спустя несколько лет умерла мать, а Эд и Ал остались под опекой соседки и старой знакомой их родителей Пинако Рокбелл, механика автоброни. Мечтая воскресить мать, братья изучали алхимию под руководством Изуми Кёртис. Обучение было достаточно жёстким, но менее чем за полгода они достигли ошеломительных успехов. Вернувшись в Ризенбург, братья попытались совершить человеческое преобразование, но стали жертвой «равноценного обмена»: Ал потерял всё тело, Эд лишился левой ноги, а затем, при попытке вернуть душу брата и прикрепить к доспехам, правой руки. Вскоре после этого к ним в дом пришел Рой Мустанг, искавший отца братьев. В кратчайшие сроки (год против обычных трёх) Эд овладел автобронёй и сдал экзамен на звание государственного алхимика в двенадцать лет, став самым молодым государственным алхимиком, после чего поступил в подчинение Роя Мустанга. Выполняя задания полковника, имел большую свободу передвижения для поисков философского камня. Разоблачил деятельность священника бога Лета — преподобного Корнелло в Лиоре — и махинации лейтенанта Йоки в Йосвелле. Начиная со встречи с гомункулом Жадность, его биография в аниме 2003 года и манге кардинально различается.

## Навыки
Один из немногих, кто способен к преобразованию без алхимического круга. Первые шаги как алхимик сделал в шестилетнем возрасте. В одиннадцать лет уже осуществил человеческое преобразование и трансмутировал душу своего брата, прикрепив её к доспехам. По словам Роя Мустанга, это под силу не каждому государственному алхимику. В отличие от многих алхимиков, может осуществлять трансмутацию не одного, а практически любого вещества, чем активно пользуется в бою.
Благодаря своему учителю Изуми Кёртис, считающей, что тело и дух должны быть одинаково развиты, Эд стал мастером рукопашного боя. При небольшом росте он очень подвижен и представляет собой трудную мишень. В схватке Эд часто превращает щиток с протеза правой руки в клинок, напоминающий катар, при этом автоброня сама по себе является весьма опасным оружием и хорошим щитом, так как состоит в основном из стали. Позже Эд получает более совершенную и легкую броню из дюралюминиего сплава. 
Не умеет обращаться с огнестрельным оружием.
Обладает широкими познаниями в области химии, физики, анатомии, знаком с методами оказания первой помощи при ранениях, в том числе с помощью алхимии.

## Отношения с другими персонажами
C Альфонсом Элриком
Альфонс - родной младший брат Эдварда. Он для Эда — самый близкий человек. Он всегда сопровождает его в путешествиях и участвует во всех авантюрах. Пока они были детьми, Эд всегда заботился об Але на правах старшего брата. В детстве они постоянно дрались, в частности, выясняя, кто женится на Уинри. Эд не может себе простить, что настаивал провести человеческое преобразование, в ходе которого Ал потерял тело. 
С Уинри Рокбелл
Уинри является близкой подругой детства Эдварда. Иногда он старается заботиться о ней, а иногда откровенно побаивается, особенно когда в очередной раз сломал автоброню. Как в манге, так и в аниме 2009 года можно заметить, что Эд влюблен в Уинри. Об этом его напрямую спрашивает Риза Хоукай, от чего тот сразу же краснеет и смущенно оправдывается. В финале признается Уинри в любви довольно оригинальным способом. На семейном снимке в конце сериала можно увидеть, что Эдвард и Уинри женаты, имеют двоих детей.
С Роем Мустангом
Эд не переносит полковника. Как и большинство героев, считает его бездельником, наживающемся на труде подчинённых. Полагает, что задания, которые Рой время от времени даёт ему, отнимают время и отдаляют получение философского камня. В 15 томе манги узнает правду об Ишварской войне и прошлом Мустанга. Осознание истинных мотивов Роя меняет отношение Эда. Однажды Эдвард занимает у Роя 520 центов и специально не возвращает долг, чтобы Мустанг не вздумал умереть.